# Dekanat stęszewski

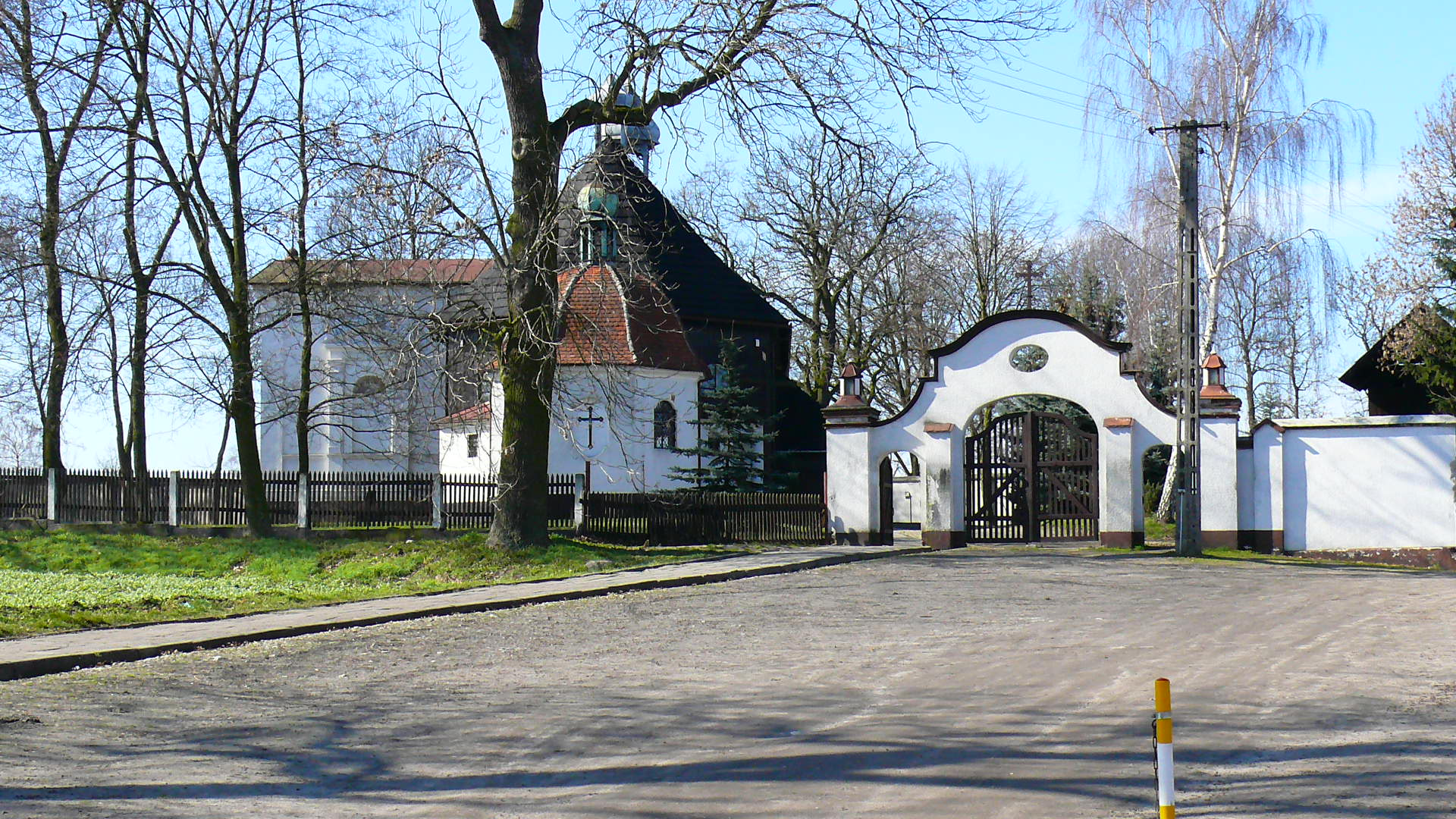
Kościół w Łodzi

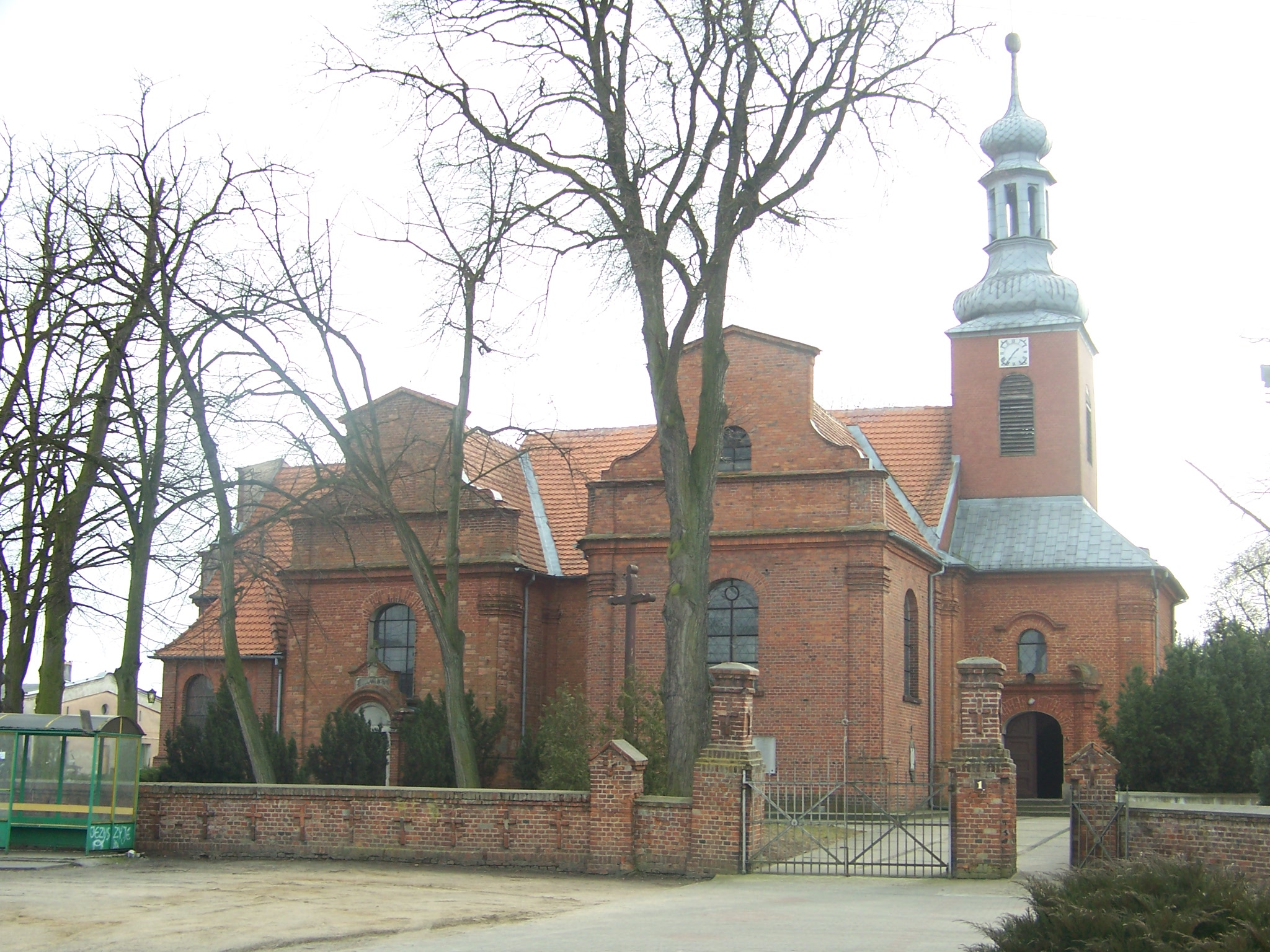
Kościół w Głuchowie

Dekanat stęszewski – jeden z 43 dekanatów archidiecezji poznańskiej, składa się z dziewięciu następujących parafii:
- parafia pw. św. Katarzyny (Głuchowo),
- parafia pw. św. Marcina (Granowo),
- parafia pw. św. Andrzeja Apostoła (Iłówiec),
- parafia pw. św. Jadwigi (Łódź - Trzebaw),
- parafia pw. św. Idziego (Modrze),
- parafia pw. Wszystkich Świętych (Słupia),
- parafia pw. Trójcy Świętej (Stęszew),
- parafia pw. św. Maksymiliana Marii Kolbego (Strykowo),
- parafia pw. św. Barbary (Tomice).

Dekanat sąsiaduje z dekanatami:
- przeźmierowski,
- luboński,
- śremski
- kościański,
- grodziski,
- bukowski.

Administracyjnie dekanat znajduje się na obszarze gminy Stęszew, północno-zachodnim obszarze gminy Czempiń (Głuchowo), północno-zachodnim obszarze gminy Brodnica (Iłówiec), południowym obszarze gminy Mosina (Pecna /parafia w Iłówcu/), zachodnim obszarze gminy Granowo (Granowo) oraz południowo-zachodnim obszarze gminy Dopiewo (Konarzewo).